# Defence Language Institute
Defense Language Institute (DLI, česky Jazykový institut (ministerstva) obrany) je vzdělávací a výzkumné středisko Ministerstva obrany Spojených států amerických. Zajišťuje jazykové a kulturní vzdělávání pro ministerstvo obrany, jiné federální agentury i jiné zákazníky.

## Středisko cizích jazyků
Hlavní škola pro cizí jazyky s názvem Defense Language Institute Foreign Language Center (Středisko cizích jazyků DLI) sídlí na základně Presidio of Monterey v Monterey v Kalifornii. Jazykové kursy tu trvají 63 týdnů. Nabídka jazyků od roku 2007 zahrnuje afrikánštinu, arabštinu, perštinu, čínštinu, francouzštinu, němčinu, řečtinu, hebrejštinu, hindštinu, italštinu, japonštinu, korejštinu, kurmandži, paštštinu, portugalštinu, ruštinu, kurdštinu, srbochorvatštinu, španělštinu, tagalog, thajštinu, turečtinu, urdštinu a uzbečtinu.

## DLI a čeština
V minulosti[kdy?] byla vyučována na DLI také čeština, vstupem České republiky do NATO důvod pro výuku pominul.